# NGC 1266
NGC 1266 è una galassia lenticolare situata nella costellazione dell'Eridano, a una distanza di circa 96 milioni di anni luce dalla nostra Via Lattea.

## Scoperta
La galassia è stata scoperta il 20 settembre 1784 dall'astronomo britannico di origine tedesca William Herschel.

## Descrizione
NGC 1266 è una galassia attiva del tipo Seyfert I. Il database SIMBAD la classifica come galassia LINER, cioè una galassia il cui nucleo presenta uno spettro di emissione caratterizzato da larghe righe di atomi debolmente ionizzati.
Nelle immagini NGC 1266 mostra un nucleo molto luminoso che sembra essere circondato da un anello.